# Склерофітні чагарники Джибуті
Склерофітні чагарники Джибуті або Склерофітні луки та чагарники Ефіопії (ідентифікатор WWF: AT1305) — афротропічний екорегіон пустель і склерофітних чагарників, розташований у Північно-Східній Африці.

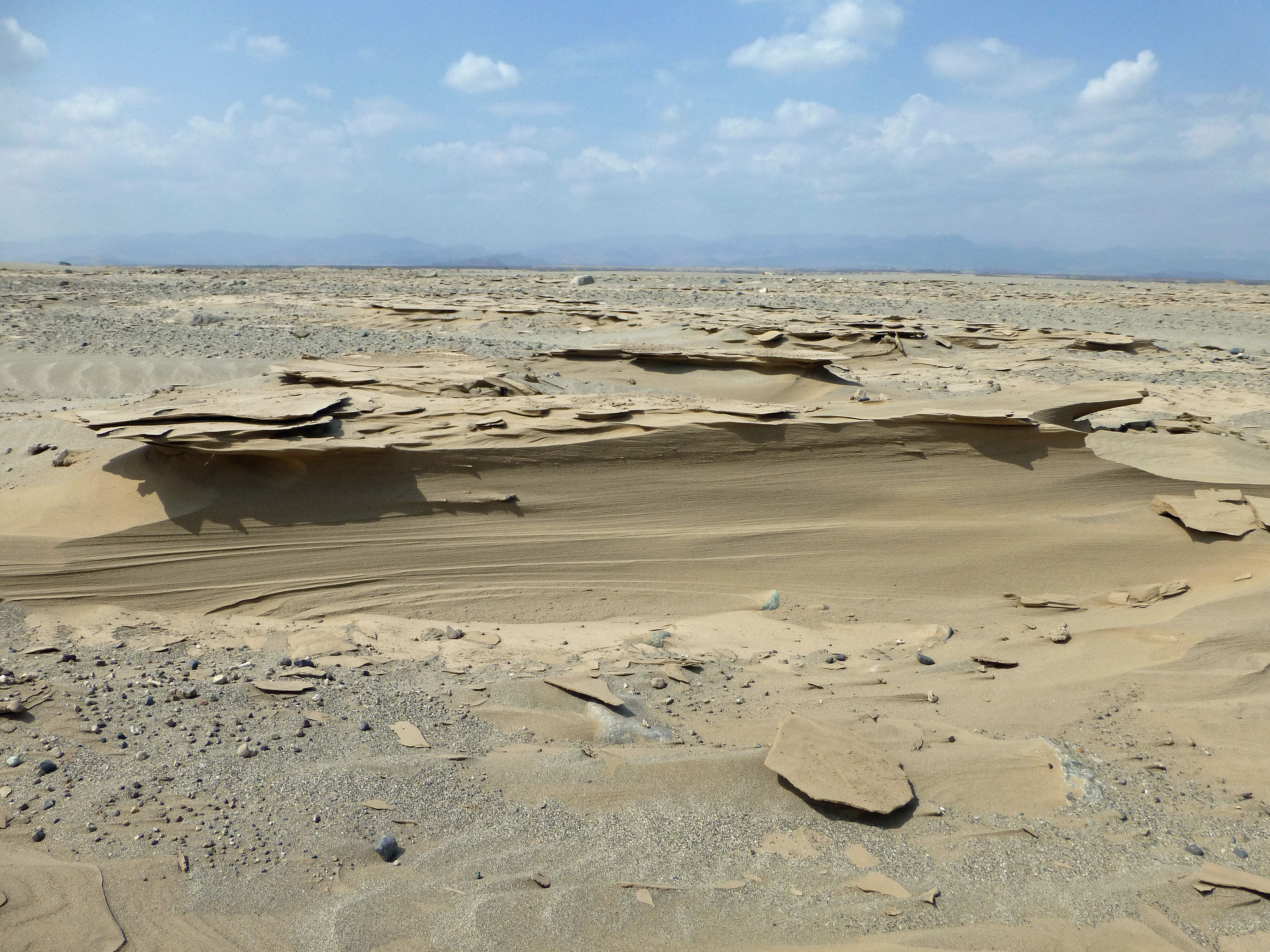
Ландшафт пустелі Данакіль

## Географія
Екорегіон склерофітних чагарників Джибуті простягається вздовж південно-західного узбережжя Червоного моря і західного узбережжя Аденської затоки, від кордону Судану та Еритреї на південь через Ефіопію до Джибуті та на схід до західного Сомаліленду в північному Сомалі. Він також включає архіпелаг Дахлак та сусідні острови, розташовані у Червоному морі. Хоча більша частина регіону лежить на висоті до 800 м над рівнем моря, тут є багато пагорбів та гірських масивів, висота яких може досягати 1300 м. Найвищі гірські масиви регіону, такі як гори Года та Мабла в Джибуті, є частиною екорегіону ефіопських гірських лісів. Також в екорегіоні є багато тектонічних улоговин, таких як Данакільська та Ассальська западини, які є частиною Афарської улоговини і лежать на висоті 160 м нижче рівня моря. Загалом висота регіону збільшується на захід, в напрямку Ефіопського та Еритрейського нагір'їв. В передгір'ях Ефіопського нагір'я екорегіон переходить у сомалійські акацієво-комміфорові чагарники та хащі, а в прибережних районах Еритреї — у еритрейську прибережну пустелю.
Регіон є надзвичайно активний у тектонічному відношенні, оскільки він лежить на території Афарського трійника, на стику трьох літосферних плит. Тут трапляється багато землетрусів, пов'язаних із розширенням Великої рифтової долини. Періодично також відбуваються виверження вулканів. З геологічної точки зору основу екорегіону складають переважно третинні лавові потоки, хоча на півночі регіону трапляються четвертинні осадові породи, а на північному заході Сомалі — докрейдові осадові породи. Ґрунти регіону представлені літосолями, а в місцях, де переважають осадові породи, — регосолями.
Постійних водних потоків в екорегіоні дуже мало. Найбільшою річкою регіону є Аваш, яка бере свій початок у горах Ефіопського нагір'я і тече на північний схід, однак впадає не до Червоного моря, а до безстічного солоного озера Аббе на ефіопсько-джибутійському кордоні.
Територія екорегіону є малонаселеною. Густота населення на більшій частині регіону становить менше 10 осіб/км². а у деяких районах вона може становити менше 1 особи/км². Домінуючими етнічними групами в регіоні є кочові скотарі афари та представники сомалійського клану Ісса. Серед міст, розташованих в регіоні, слід відзначити Массауа, портове місто на узбережжі Еритреї, Джибуті, столицю однойменної країни, та Берберу в Сомалі, а також Ассаїту, колишню столицю ефіопського регіону Афар, Таджуру та Сайлу.

## Клімат
В межах екорегіону переважає дуже спекотний та сухий пустельний клімат (BWh за класифікацією кліматів Кеппена). Середньорічна кількість опадів коливається від менш ніж 25 мм у пустелі Данакіль до приблизно 200 мм в глибині континенту. Середня мінімальна температура коливається від 21 °C до 24 °C, а середня максимальна температура становить близько 30 °C. У Данакільській западині денна температура коливається від 11 °C до 48 °C, а найспекотніші температури фіксуються влітку, з травня по серпень. Це одне з найспекотніших місць Африки та всього світу.

## Флора
Основними рослинними угрупованнями екорегіону є сухі чагарникові степи та напівпустельні луки. На піщаних рівнинах регіону ростуть зонтичні акації (Vachellia tortilis), нубійські акації (Vachellia nubica) та єгипетські бальзамові дерева (Balanites aegyptiaca), тоді як на базальтових лавових полях домінують кущі або невисокі дерева медоносної акації (Senegalia mellifera) та сомалійського рігозума (Rhigozum somalense). 
У сухих долинах ваді, по яким час від часу текуть сезонні водні потоки, та в западинах, де ґрунтові води залягають близько до поверхні, ростуть пальми дум (Hyphaene thebaica). У ваді в джибутійських горах Года, на висоті від 165 до 970 м над рівнем моря, ростуть рідкісні пальми Банкуале (Livistona carinensis). Раніше ця пальма росла також на півночі Сомалі, однак наразі ці популяції вважаються вимерлими. Інші відомі популяції пальми Банкуале зустрічаються в єменському регіоні Хадрамаут, на протилежному березі Аденської затоки. 
В горах екорегіону на висоті понад 1000 м над рівнем моря ростуть рідкісні нубійські драконові дерева (Dracaena ombet), які перебувають під загрозою зникнення. Вздовж узбережжя, у мулистих гирлах ваді та в бухтах ростуть мангрові зарості.
Флора екорегіону є недостатньо дослідженою. Загалом в Джибуті зареєстровано від 825 до 950 видів квіткових рослин, хоча багато з них зустрічається лише у невеликих ділянках гірських лісів, що ростуть в горах Года та Мабла. В пустелі Данакіль зустрічається 200 видів рослин, з яких близько 25 видів є ендемічними.

## Фауна
Серед поширених в екорегіоні ссавців слід відзначити сомалійську газель (Nanger soemmerringii), газель-доркас (Gazella dorcas), великого куду (Tragelaphus strepsiceros), антилопу-стрибуна (Oreotragus oreotragus), бейзу (Oryx beisa), бейру (Dorcatragus megalotis), геренука (Litocranius walleri), еритрейського дікдіка (Madoqua saltiana), африканського бородавочника (Phacochoerus africanus), пустельного бородавочника (Phacochoerus aethiopicus), гамадрила (Papio hamadryas), гривету (Chlorocebus aethiops), абіссинського зайця (Lepus habessinicus), африканського трубкозуба (Orycteropus afer), капського дамана (Procavia capensis), плямистого дамана (Heterohyrax brucei), східноафриканського гунді (Pectinator spekei), рудого африканського ховраха (Xerus rutilus) та голого землекопа (Heterocephalus glaber). На території екорегіону збереглися останні популяції африканських диких віслюків (Equus africanus) у світі, які нараховують близько 200 особин. Серед хижих ссавців, поширених в регіоні, слід відзначити лева (Panthera leo), африканського леопарда (Panthera pardus pardus), суданського гепарда (Acinonyx jubatus soemmeringii), плямисту гієну (Crocuta crocuta), смугасту гієну (Hyaena hyaena), африканського вовка (Canis lupaster), чепрачного шакала (Lupulella mesomelas), піщану лисицю (Vulpes rueppellii), звичайного каракала (Caracal caracal), степового кота (Felis lybica) та майже ендемічну абісинську генету (Genetta abyssinica). Також майже ендемічними представниками екорегіону є джибутійські колючі миші (Acomys mullah), сомалійські піщанки (Gerbillus somalicus) та піщанки Данна (Gerbillus dunni). Ендеміками екорегіону є берберські піщанки (Gerbillus acticola), а також кілька видів плазунів, зокрема листопалі гекони Арнольда (Hemidactylus arnoldi) та карликові гекони Паркера (Tropiocolotes somalicus).
Серед поширених в екорегіоні птахів слід відзначити сомалійського страуса (Struthio molybdophanes), жовтогорлого турача (Pternistis leucoscepus), пустельного рябка (Pterocles exustus), аравійську дрохву (Ardeotis arabs), ефіопську дрохву (Neotis heuglinii), нубійського дрімлюгу (Caprimulgus nubicus), сомалійського бігунця (Cursorius somalensis), червонодзьобого токо (Tockus erythrorhynchus), еритрейського крука (Corvus edithae), блискотливу маріку (Oenanthe chrysopygia), довгохвосту саїмангу (Hedydipna metallica), пустельного жайворонка (Ammomanes deserti), афро-азійську принію (Prinia gracilis), пустельну принію (Prinia rufifrons), аравійську кропив'янку (Curruca leucomelaena), строкатоголову вівсянку (Emberiza striolata), чорнохвостого трактрака (Oenanthe melanura), рудощокого ткачика (Ploceus galbula) та аравійського горобця (Passer euchlorus).

## Збереження
Близько 4,68 % екорегіону є заповідними територіями. Природоохоронні території включають: Національний парк Янгуді-Раса та Природний заповідник Мілле-Сердо в Ефіопії, Природний заповідник Накфа та Морський національний парк Дахлак в Еритреї, а також Заповідна зона Джаджело та Заповідна зона Ассамо в Джибуті.